# Kanton Le Parcq
Kanton Le Parcq (francouzsky Canton du Parcq) byl francouzský kanton v departementu Pas-de-Calais v regionu Nord-Pas-de-Calais. Tvořilo ho 24 obcí. Zrušen byl po reformě kantonů 2014.

## Obce kantonu
- Auchy-lès-Hesdin
- Azincourt
- Béalencourt
- Blangy-sur-Ternoise
- Blingel
- Éclimeux
- Fillièvres
- Fresnoy
- Galametz
- Grigny
- Incourt
- Maisoncelle
- Neulette
- Noyelles-lès-Humières
- Le Parcq
- Le Quesnoy-en-Artois
- Rollancourt
- Saint-Georges
- Tramecourt
- Vacqueriette-Erquières
- Vieil-Hesdin
- Wail
- Wamin
- Willeman